# 米德爾維爾 (密歇根州)
米德爾維爾（英語：Middleville）是位於美國密歇根州巴里縣的一個村。

## 人口
根據2020年美國人口普查的數據，米德爾維爾的面積為6.63平方千米，當中陸地面積為6.32平方千米，而水域面積為0.31平方千米。當地共有人口4295人，而人口密度為每平方千米647人。